# 托尼·罗德姆
托尼·罗德姆，全名安托尼·迪恩·罗德姆（英語：Anthony Dean Rodham，1954年8月8日—2019年6月7日）是美国商人及政治顾问。生於美國芝加哥市，是美国前第一夫人希拉里·克林顿的弟弟。

## 早年生活及教育
1954年8月8日，托尼出生于美国芝加哥 罗德姆在伊利诺伊州成长，父亲拥有威尔士及英格兰的血统， He managed a successful small business in the textile industry. 而母亲拥有英格兰、苏格兰、法裔加拿大及威尔士的血统。他的两兄姐都是知名人物，分别为希拉里·克林顿及休伊·罗德姆
中学前往{{link-en|缅因州南中学|Maine South High School]]接受了教育。
罗德姆毕业后就前往爱荷华卫斯理学院及阿肯色大学读书，但他没有得到任何一个文凭，甚至是学士也都没有拿到。

## 个人生活
1992年与妮可·博克瑟交往，并在1994年5月28日在白宫举行婚礼，此为白宫自1971年时任总统尼克松的长女结婚后首次举行婚礼。两人育有一子名为扎卡里。2000年，双方分居并在隔年离婚。2005年再度与梅根·马登，目前育有一对子女。

## 事件
2017年11月，32名中国人曾将罗德姆及弗吉尼亚州州长特里·麦考利夫（Terry McAuliffe）告上法庭，二人被指控以“可帮助中国投资人取得绿卡”为饵实施诈骗，导致这些中国投资者每人被骗56万美元，并面临被美国驱逐出境的境遇。
原告称，麦考利夫和罗德姆多次到中国寻找投资人，借由他们分别是美国前国务卿希拉里的兄弟、克林顿的小舅子，以及弗吉尼亚州州长的身份，让中国投资者产生了信任。原告声称，被告利用这些关系向投资者保证有能力使移民局批准签证申请。

## 死亡
2019年6月7日，希拉里在Twitter宣布胞弟离世的消息，死因未公开。
1. ↑  Telegraph Staff. . The Daily Telegraph (London: Telegraph Media Group). June 12, 2019  [June 12, 2019]. （原始内容存档于2021-04-23） （英语）.
2. ↑  . The Washington Post (Nash Holdings). Associated Press. June 9, 2019  [June 10, 2019]. （原始内容存档于2020-12-11） （英语）.
3. ↑  . National First Ladies' Library. Canton, Ohio: National Park Service.   [July 10, 2007]. （原始内容存档于2019-09-13）.
4. 1 2  Roberts, Gary Boyd. . New England Historic Genealogical Society. Back Bay, Boston.   [November 10, 2012]. （原始内容存档于June 7, 2013）.
5. 1 2 3  Hanson, Cynthia. . Chicago Magazine (Tribune Publishing). September 1994  [September 20, 2009]. （原始内容存档于2020-09-30）. The "boys," as they're still called, are Hughie and Tony ... At Maine South, the boys were known as fun-loving jocks. The Rodhams expected them to perform as well on the football field as Hillary did in the classroom
6. ↑  Smolenyak, Megan. . Irish America. April–May 2015  [2021-04-19]. （原始内容存档于2019-03-23）.
7. ↑  . CNN.   [July 8, 2007]. （原始内容存档于2017-08-11）.